# Transmisor de onda larga Eiðar
El Transmisor de onda larga Eiðar es una instalación de la Compañía de Radiodifusión Islandesa utilizada para la radiodifusión de onda larga de 207 kHz con una potencia de 100 kW. El Transmisor de onda larga está situado en Eiðar cerca de Egilsstaðir y utiliza como antena una antena omnidireccional en forma de un radiador mástil de acero aislado contra el suelo con una altura de 221 metros. Originalmente se planeó un mástil más alto, pero esto fue imposible debido a razones de seguridad de vuelo.